# 's-Heerenhoek
's-Heerenhoek (51° 27′ N, 3° 46′ L) é uma cidade dos Países Baixos, na província de Zelândia. 's-Heerenhoek pertence ao município de Borsele, e está situada a 12 km, a leste de Middelburg.
Em 2001, a cidade de 's-Heerenhoek tinha 1335 habitantes. A área urbana da cidade é de 0.41 km², e tem 603 residências.
A área de 's-Heerenhoek, que também inclui as partes periféricas da cidade, bem como a zona rural circundante, tem uma população estimada em 1970 habitantes.